# 月球晝夜線

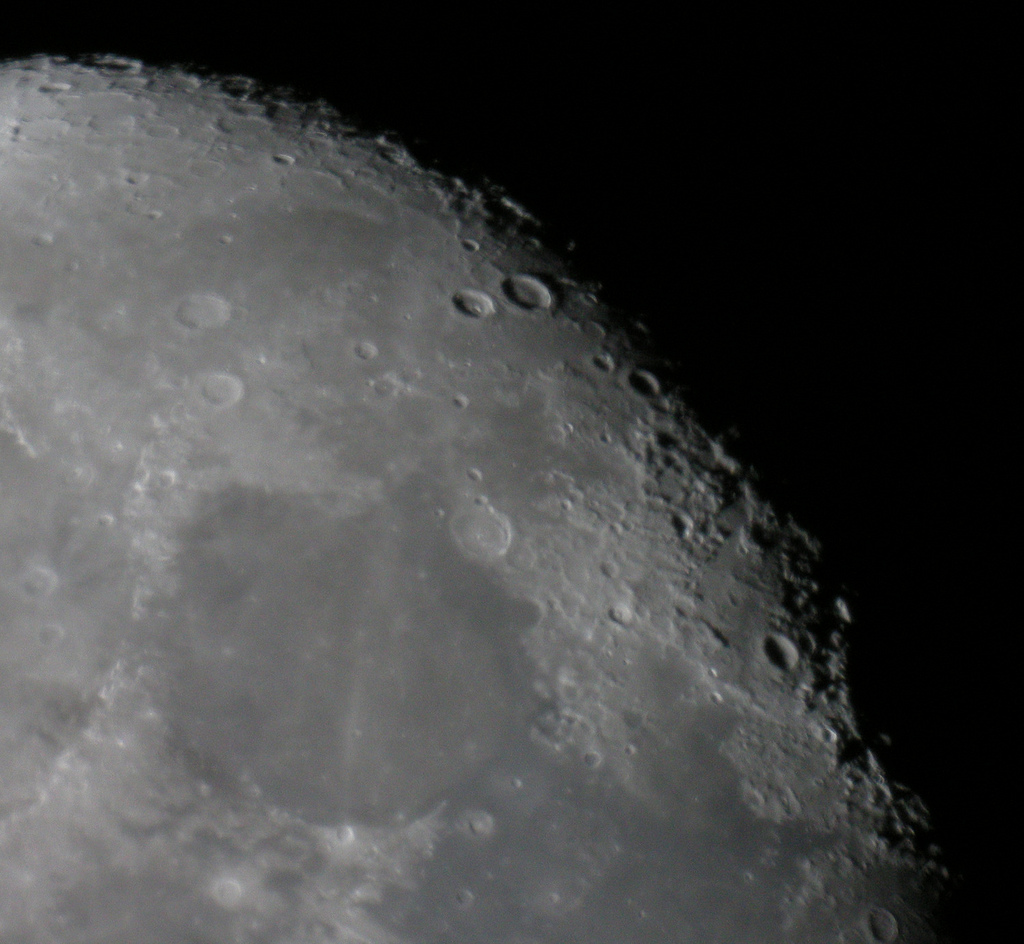
图为月球晝夜線

月球晝夜線是地球的月球上明亮和黑暗分界的線。這是月球上相當於地球上白天和黑夜分界的晨昏圈，由於月球的自轉比地球緩慢許多，這意味著它在月球經過的時間會比較長。
由於陽光照在月球這一區域的角度，使得環形山和其他地型特徵形成的陰影被加長，因此觀測者得以更清楚的看出這些特徵。這種現象類似於太陽以低角度照攝地球時，陰影在地面上的延長。由於這個原因，大多數的月球攝影研究的明亮區域中心都接近月球晝夜線，並且由此產生的陰影特徵足以提供準確的地型說明。  。

## 外部連結
- Moon Map[永久]
- Shadow Terminator[永久]